# Orchesia micans
Orchesia micans là một loài bọ cánh cứng trong họ Melandryidae. Loài này được Panzer miêu tả khoa học năm 1794.